# Radio de Júpiter

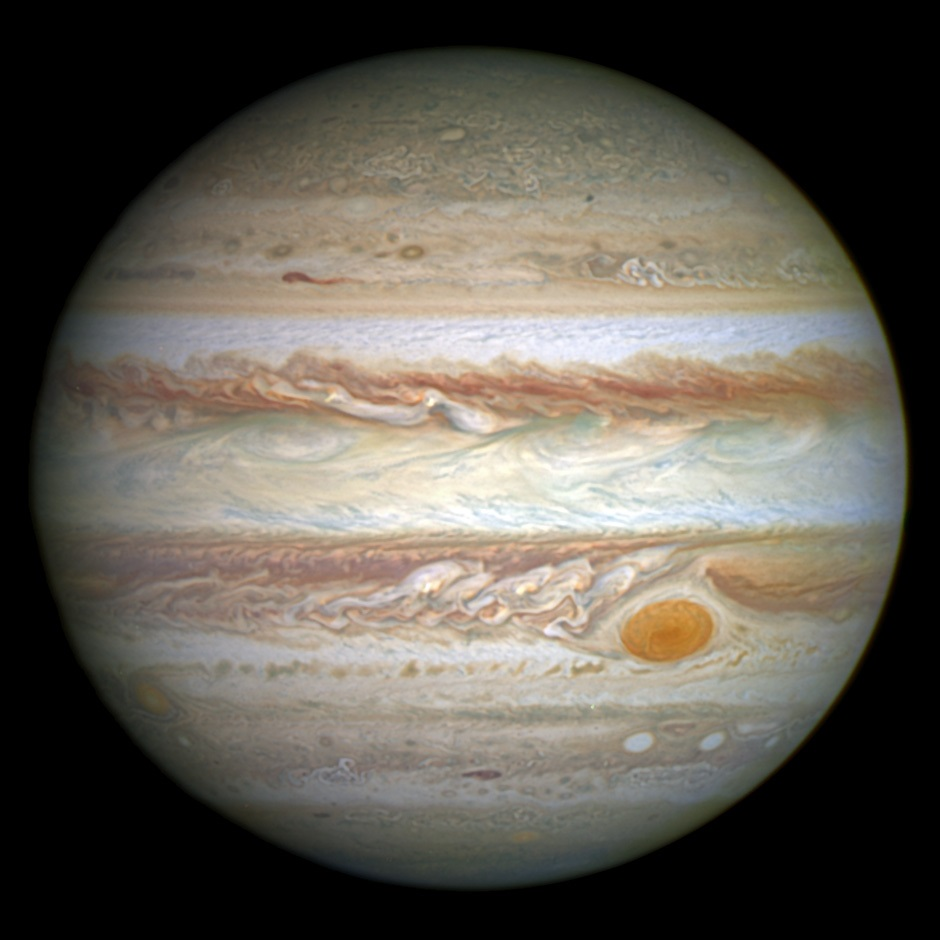
Jupiter

El radio de Júpiter (RJ o RJup) es la unidad de radio igual al radio total del planeta Júpiter (71.492 km, 11,2 radio de la Tierra,  un radio de la Tierra es igual a 0,08921 radio de Júpiter). El radio de Júpiter se utiliza para describir principalmente los radios y los planetas extrasolares. También se utiliza en la descripción de enanas marrones.
Un radio de Júpiter se puede convertir en unidades relacionadas:
- 41 Radios lunares (RL)
- 11,209 Radio de la tierra (R⊕)[1]
- 0,102719 Radio solar (R☉)

En comparación, un radio solar es equivalente a:
- 400 Radios lunares (RL)
- 109 Radio de la Tierra (R⊕)
- 9,735 Radio de Júpiter (RJ)